# Frank De Vol
Frank De Vol (20 de septiembre de 1911-27 de octubre de 1999) fue un compositor y arreglista, además de actor, de nacionalidad estadounidense.

## Inicios
Su nombre completo era Frank Denny De Vol, y nació en Moundsville, Virginia Occidental, criándose en Canton (Ohio). Su padre, Herman Frank De Vol, era líder de una orquesta local, y su madre, Minnie Emma Humphreys De Vol, había trabajado en un comercio de costura. De Vol estudió en la Universidad de Miami.
Cuando De Vol tenía 14 años de edad, se hizo miembro del Musicians' Union. Tras tocar el violín en la orquesta de su padre y dar actuaciones en un restaurante chino, entró a formar parte de la Orquesta de Horace Heidt en los años treinta, siendo el responsable de los arreglos. Más adelante, y antes de iniciar su carrera discográfica, viajó con la Orquesta de Alvino Rey.

## Arreglista
A partir de la década de 1940 De Vol escribió arreglos para muchos importantes cantantes, entre ellos Nat King Cole, Ella Fitzgerald, Sarah Vaughan, Tony Bennett, Dinah Shore, Doris Day y Vic Damone. Su arreglo más famoso es quizás el acompañamiento de cuerda y piano del tema de Cole Nature Boy, que llegó al N.º 1 de las listas de Estados Unidos en 1948. Ese mismo año se editó una versión de "The Teddy Bears' Picnic" (Capitol Records 15420) arreglada y cantada por él.
En 1966–1967, hizo los arreglos de la banda sonora de la comedia de Columbia Pictures The Happening (1967), protagonizada por Anthony Quinn, además de ser coproductor del tema de The Supremes "The Happening", en colaboración con los productores de Motown Holland-Dozier-Holland.

## Música de ambiente
El éxito de Nature Boy, grabado en el sello Capitol Records, hizo que De Vol trabajara para Columbia Records grabando una serie de álbumes de música ambiental bajo el nombre de "Music By De Vol". El disco "Bacchanale Suite" (1960) es un ejemplo posterior de ese tipo de música. Cada uno de los temas es del compositor inglés Albert Harris y recibe el nombre de un dios de la mitología griega.

## Conciertos
En la década de 1950 la orquesta de De Vol tocó con frecuencia en el Hollywood Palladium dando conciertos bajo el nombre de "Music of the Century".

## Hollywood
De Vol escribió la banda sonora de muchas producciones de Hollywood, siendo nominado al Premio Oscar por cuatro de ellas: Pillow Talk (1959), Hush… Hush, Sweet Charlotte (1964), La ingenua explosiva (1965), y Guess Who's Coming to Dinner (1967).
Otras películas a las que puso música fueron Send Me No Flowers (1964), El vuelo del Fénix (1965), The Dirty Dozen (1967), Krakatoa, East of Java (1969), Herbie Goes to Monte Carlo (1977), The Frisco Kid (1979), y Herbie Goes Bananas (1980).
De Vol también compuso el jingle de presentación de la empresa Screen Gems Dancing Sticks logo (1963–1965), el cual aparecía en todos los shows televisivos producidos por el departamento de televisión de Columbia Pictures.

## Trabajo televisivo
Frank DeVol fue director musical (y apareciendo en ocasiones en pantalla) en el concurso de Edgar Bergen emitido en 1956-57 por la CBS Do You Trust Your Wife?.
La orquesta Frank DeVol intervino en el programa musical de variedades de la NBC The Lux Show Starring Rosemary Clooney, aunque el show solo se emitió una temporada (1957–58).
De Vol es conocido por sus temas televisivos musicales, entre ellos los de las series Mis adorables sobrinos, Gidget, La tribu de los Brady y My Three Sons. El último de ellos era musicalmente complejo, pero fue también un éxito comercial, publicándose un sencillo en 1961.
También compuso la música de numerosos episodios de las series McCloud y The Love Boat, entre otros trabajos televisivos.
También prestó sus servicios a la cadena brasileña Rede Globo para el noticiero Jornal Nacional y fue director de música de la emisora desde 1967 a 1973: además creó The Fuzz, la conocida abertura musical para el espacio informativo, así como el noticiero mexicano 24 horas.

## Interpretación
De Vol también fue actor, especializándose en la interpretación de inexpresivos personajes cómicos. En esta faceta es quizás mejor recordado por su papel de Happy Kyne en las parodias televisivas Fernwood 2Nite y America 2-Night. También actuó en series televisivas como I'm Dickens, He's Fenster, Mi bella genio, Bonanza, Petticoat Junction, Mickey, La tribu de los Brady, Superagente 86 (al menos dos actuaciones como profesor Carleton), y The Jeffersons.
En el cine De Vol tuvo un recordado papel cómico como Jefe Eaglewood en The Parent Trap, con Hayley Mills.
En unos comentarios efectuados sobre la película El gran McLintock, de Vol afirmaba que prefería aparecer como "Frank de Vol" cuando trabajaba como actor, y simplemente como "de Vol" cuando su función era musical.

## Vida privada
De Vol se casó dos veces. Con su primera esposa, Grayce Agnes McGinty, se casó en 1935. El matrimonio duró 54 años, y la pareja tuvo dos hijas: Linda Morehouse y Donna Copeland. McGinty falleció en 1989, y él volvió a casarse en 1991 con la actriz televisiva y cantante de Helen O'Connell. El matrimonio acabó en 1993, al fallecer O'Connell.
Frank De Vol falleció a causa de una insuficiencia cardiaca en 1999 en Lafayette (California). Fue enterrado en el Cementerio Forest Lawn Memorial Park de Hollywood Hills, Los Ángeles.

## Premios y nominaciones
Premios Óscar
| Año  | Categoría                                              | Película                        | Resultado |
| ---- | ------------------------------------------------------ | ------------------------------- | --------- |
| 1960 | Mejor banda sonora de una película dramática o comedia | Confidencias de medianoche      | Nominado  |
| 1965 | Mejor banda sonora de una película dramática o comedia | Canción de cuna para un cadáver | Nominado  |
| 1965 | Mejor canción original                                 | Canción de cuna para un cadáver | Nominado  |
| 1966 | Mejor orquestación de una película musical             | La ingenua explosiva            | Nominado  |
| 1968 | Mejor orquestación de una película musical             | Adivina quién viene esta noche  | Nominado  |